# Боженко, Леонид Иванович
Леони́д Ива́нович Боже́нко (2 декабря 1928, Ирбизино, Сибирский край — 3 февраля 2005, Томск) — советский и российский историк, доктор исторических наук, профессор на кафедре истории СССР советского периода Томского государственного университета. Заслуженный работник культуры РСФСР, заслуженный работник высшей школы Российской Федерации.

## Биография
Родился в рабочей семье Ивана Андреевича Боженко (1904—1976) и Анастасии Прокопьевны, в девичестве Мулико (1904—1987). Сестра Серафима (1923—1995) — медицинский работник; брат Николай (1926—1999) — строитель.
В годы Великой Отечественной войны работал в колхозе, затем служил в Советской армии, был внештатным корреспондентом газеты «Советский воин» Сибирского военного округа. Окончил историческое отделение историко-филологического факультета Томского университета (1958); дипломная работа «Крестьянство Томской губернии в 1917 г.». Член КПСС с 1956 года, избирался парторгом кафедры и заместителем секретаря комсомольского бюро факультета (1956—1957). Был председателем научного студенческого кружка и НСО факультета, руководил лекторской группой.
В 1958—1960 годах — ответственный секретарь журнала «Блокнот агитатора», лектор-международник в аппарате Томского обкома КПСС. В 1960—1963 годах — аспирант, ассистент (с 1963), доцент (с 1965), старший научный сотрудник (с 1968) кафедры истории СССР ТГУ, доцент кафедры истории СССР советского периода (1970—1988). Состоял в редколлегии факультетской газеты «За науку». Работая в ТГУ, Л. И. Боженко избирался парторгом кафедры, членом и заместителем секретаря партбюро факультета (1964—1966) и заместителем секретаря по идеологии парткома ТГУ (1966—1968), являлся куратором НСО ТГУ.
2 декабря 1963 года в объединённом межвузовском совете по присуждению ученых степеней по историческим, филологическим и философским наукам при ТГУ защитил диссертацию «Культурно-просветительская работа в Сибири в годы восстановления народного хозяйства (1921—1925 гг.)» на соискание ученой степени кандидата исторических наук (официальные оппоненты проф. К. П. Ярошевский и доц. М. С. Кузнецов; утверждена ВАК 26 февраля 1964)
11 июня 1971 года защитил в совете по присуждению ученых степеней по историческим, филологическим и философским наукам при ТГУ докторскую диссертацию «Социально-экономические процессы и их регулирование в сибирской деревне (конец 1919—1927 г.)» (утверждена ВАК 3 ноября 1972; официальные оппоненты — Ю. А. Поляков, В. С. Флёров и М. М. Шорников).
В 1970—1980-е годы — председатель правления университетской (1971—1972), в 1972—1979 годах — Кировской районной организации общества «Знание». Был заместителем председателя Томской областной организации этого же общества (1979—1988). Работал ответственным секретарем Томского областного комитета защиты мира. В середине 1970-х годов избирался членом и председателем учёного совета Томского государственного объединённого историко-архитектурного музея.
Заведующий кафедрой истории СССР (с 1988), отечественной истории (с 1992), современной отечественной истории (с 2001) Томского государственного педагогического института (университета).
Был женат на сокурснице, преподавателе Рогнеде Михайловне (дев. Иванова, род. 1934). Сын Аркадий (род. 1960) — инженер-программист.

## Работы
- Культурно-просветительская работа в Сибири в восстановительный период (1921—1925 гг.). — Томск, 1967.
- Соотношение классовых групп и классовая борьба в сибирской деревне (конец 1919—1927 г.). — Томск, 1969.
- Совместно с А. В. Гагариным. Социально-политические организации в сибирской деревне (1920—1927 гг.). — Томск, 1971.
- Сибирская деревня в восстановительный период (1921—1925 гг.). — Томск, 1978.
- Крестьянство Сибири и «Великая посевная кампания» 1921 г. // Социальные и экономические проблемы советской Сибири переходного периода. — Омск, 1987.
- Азбука исторического исследования. — Новосибирск, 1993.
- Крестьянство Сибири в условиях «военного коммунизма» // Актуальные вопросы истории Сибири. — Барнаул, 1998.
- Исторический факультет Томского педагогического института в годы Великой Отечественной войны // Вестник ТГПУ. — 2000. — Вып. 4 (20).